# Wyżyna Anatolijska

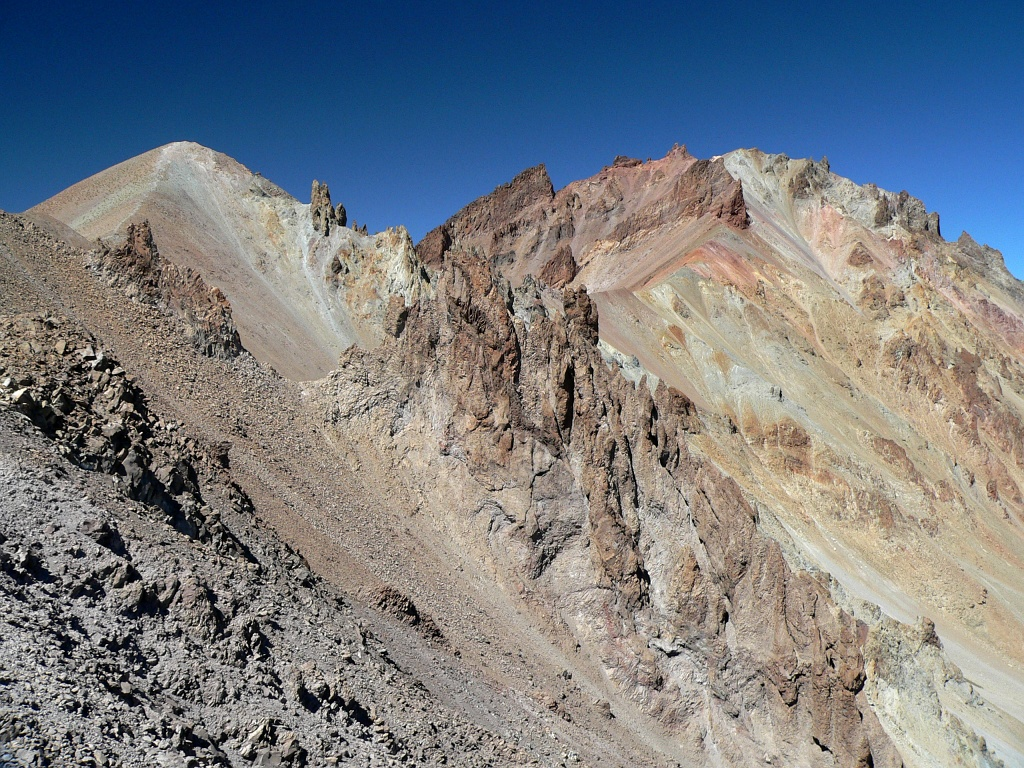
Erciyes Dağı – najwyższy szczyt Wyżyny Anatolijskiej

Wyżyna Anatolijska (tur. Anadolu Yaylası) – wyżyna w Azji Mniejszej, na obszarze Turcji. Otoczona Górami Pontyjskimi od północy i górami Taurus od południa. Najwyższy szczyt – nieczynny wulkan Erciyes Dağı, 3917 m n.p.m. 
Ponad zrównaną powierzchnią wysokości 800–1500 m n.p.m. wznoszą się wyspowe pasma górskie (ponad 2000 m) i pojedyncze wulkany. Występują licznie bezodpływowe kotliny ze słonymi jeziorami (największe Tuz). Liczne jeziora pochodzenia tektonicznego (Beyşehir i Eğridir). Klimat kontynentalny suchy, suma roczna opadów 200-500 mm. Zimy chłodne.
Największe rzeki to Menderes i Sakarya; największe miasto – Ankara.